# Luís Delgado
Luís Manuel Ferreira Delgado (* 1. November 1979 in Luanda, Angola), bekannt als Delgado, ist ein ehemaliger angolanischer Fußballspieler. Er nahm mit der angolanischen Fußballnationalmannschaft an der Weltmeisterschaft 2006 in Deutschland teil.

## Karriere

### Verein
Delgado begann seine Karriere 1997 in der heimischen angolanischen Liga. Hier spielte er zunächst zehn Spielzeiten bei Petro Atlético und 1º de Agosto. Mit Ersteren wurde er im Zeitraum von 1997 bis 2002 dreimal angolanischer Meister und viermal Pokalsieger. Nach der WM 2006 wechselte der Abwehrspieler zum französischen Klub FC Metz, mit dem er 2007 in die Ligue 1 auf- und am Ende der Saison wieder abstieg. Erst in seiner dritten Saison in Metz wurde er jedoch häufiger für die erste Mannschaft und nicht mehr im Reserveteam FC Metz B eingesetzt. Von den Lothringern ging er 2009 zum damaligen Zweitligisten En Avant de Guingamp. Sein Vertrag wurde nach nur einer Saison aufgelöst, da er sich nicht durchsetzen konnte. Die letzten zwei Jahre seiner Karriere verbrachte er wieder in Angola bei Progresso do Sambizanga.

### Nationalmannschaft
Delgado gab sein Debüt in der angolanischen Nationalmannschaft in einem Spiel in und gegen Swasiland am 8. März 1998. Bis 2008 kam er sporadisch zum Einsatz und absolvierte insgesamt 21 Länderspiele. Elf und somit einen Großteil seiner Einsätze hatte er im Jahr 2006. Bei der erstmaligen Teilnahme Angolas an einer Fußball-Weltmeisterschaft in jenem Jahr stand er in allen drei Spielen seines Landes auf dem Platz. Sein Team schied nach der Vorrunde aus.

## Erfolge
- Angolanischer Meister: 1997, 2000, 2001
- Angolanischer Pokalsieger: 1997, 1998, 2000, 2002